# Instituto Costarricense de Ferrocarriles
El Instituto Costarricense de Ferrocarriles, Incofer, es una institución autónoma de Costa Rica, encargada de la administración del sistema ferroviario costarricense. Fue creado el 19 de septiembre de 1985 mediante la Ley 7001 de la República, teniendo diversas reformas y brindándole mayores recursos económicos que la institución anterior, Ferrocarriles de Costa Rica (FECOSA), para administrar las vías férreas y el transporte de trenes de Costa Rica. 

## Historia
El Ferrocarril al Pacífico se convierte en Instituto Costarricense de Puertos del Pacífico en 1972 bajo la administración de José Figueres Ferrer, para luego llamarse Ferrocarriles de Costa Rica, S.A. (FECOSA) en 1977, y que administraba las dos líneas existentes; el Ferrocarril al Pacífico y Ferrocarril al Atlántico.
En 1985 se crea el Incofer formalmente y se pone a ambos ferrocarriles bajo su administración.
En 1995 durante la administración de José María Figueres Olsen el Incofer es cerrado mediante Decreto SCD-106-95 del 28 de junio,  y sus empleados son cesados.  Su reapertura se da en la administración de Miguel Ángel Rodríguez Echeverría, de nuevo vía Decreto N.º 035 del 9 de septiembre de 1998. Iniciando en ese entonces con transporte de carga muy limitado en la provincia de Limón.
En 2005, se acondicionan las líneas ferroviarias dentro de la Gran Área Metropolitana para poner en funcionamiento el Tren Interurbano.

## Servicios

### Transporte de personas
El Incofer actualmente ofrece el servicio del Tren Interurbano en la Gran Área Metropolitana para el transporte de personas.
Se ofrecen servicios turísticos esporádicamente en los litorales del país:
- Transporte turístico en Limón y Siquirres

### Transporte de carga
También se ofrecen servicios industriales de carga en los litorales del país:
- Transporte de acero de Moín a Leesville en Guácimo
- Transporte de carga del Valle la Estrella.

## Galería

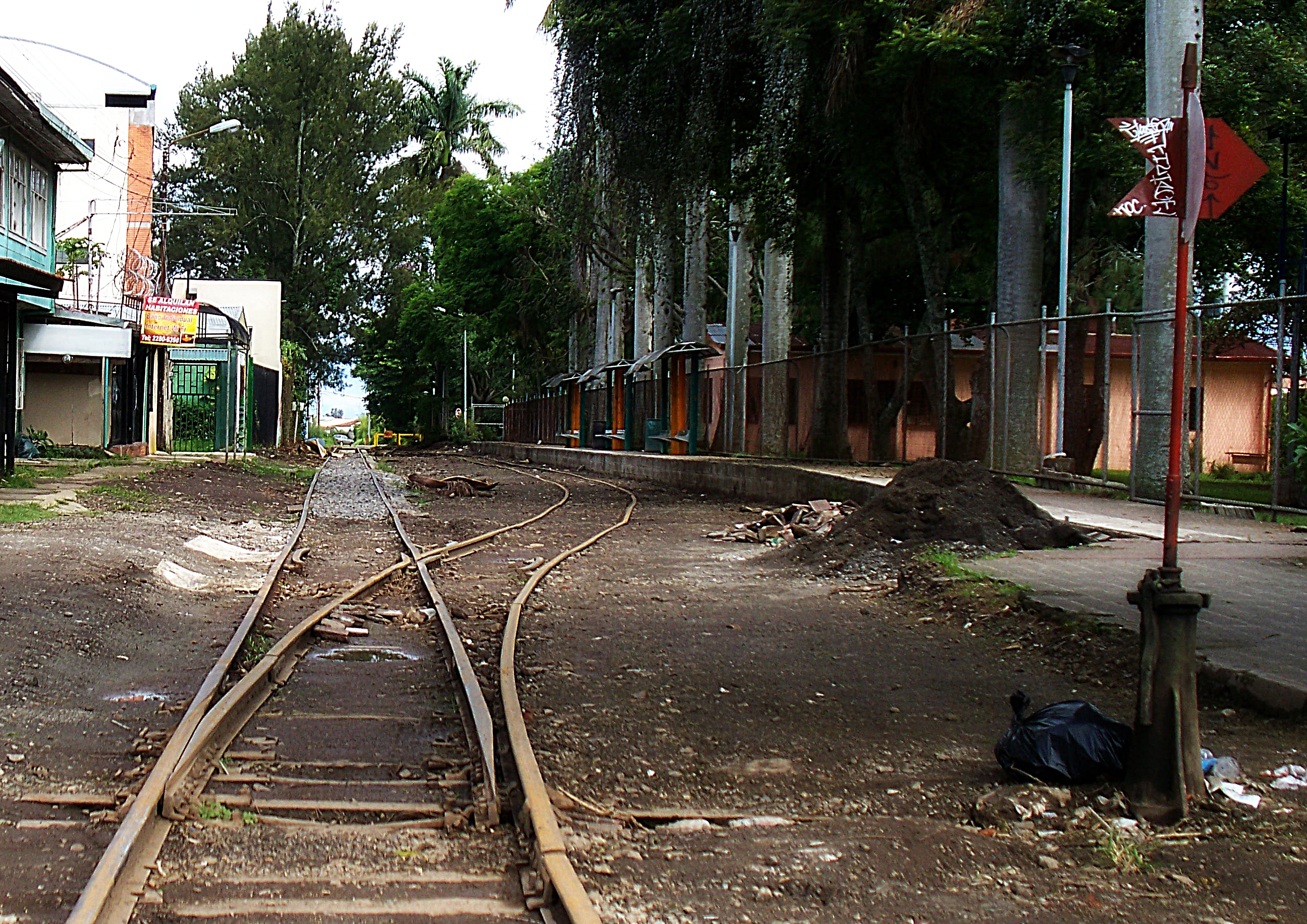
Antigua estación de la Universidad de Costa Rica
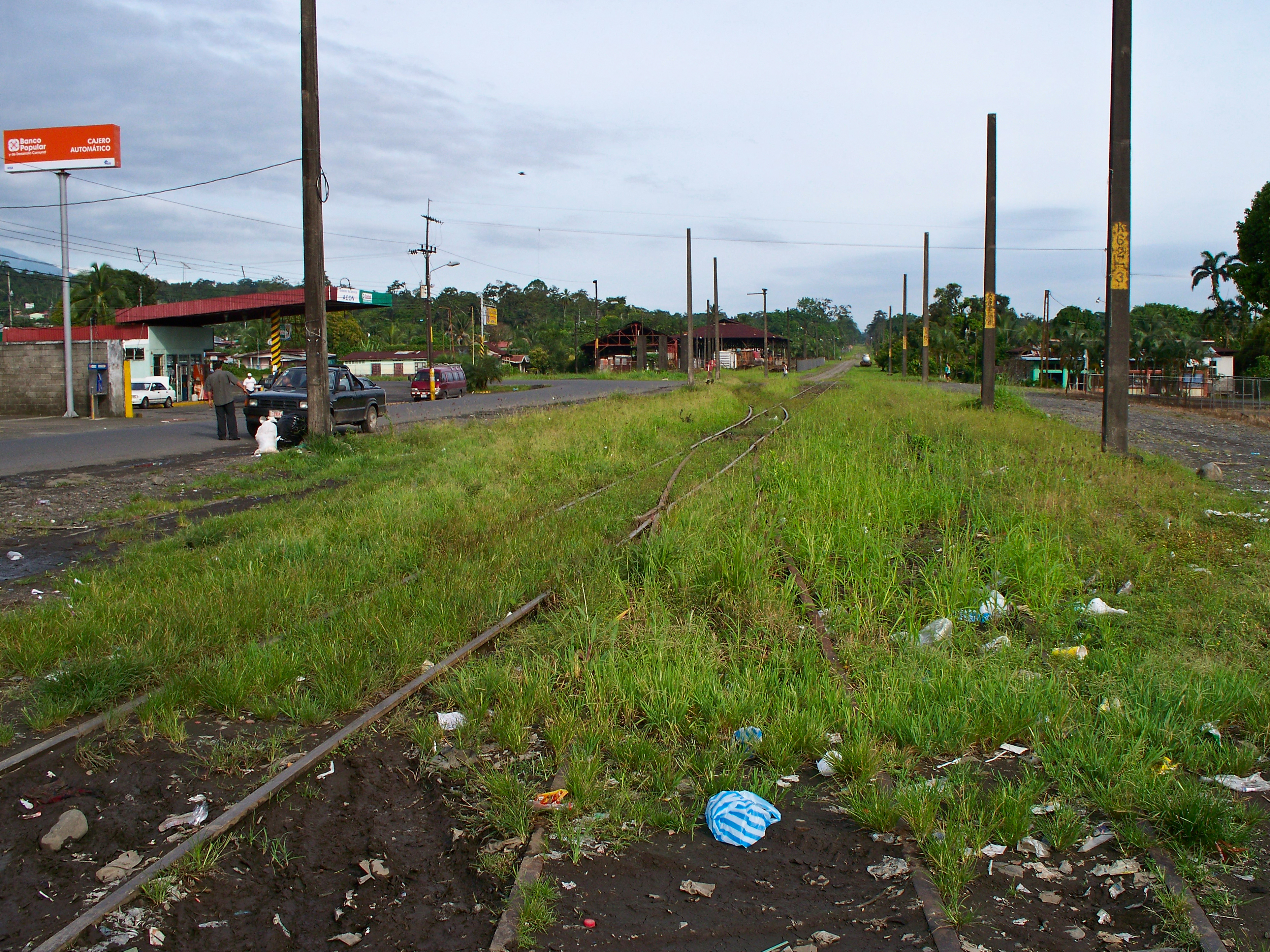
Vía férrea de INCOFER en Siquirres
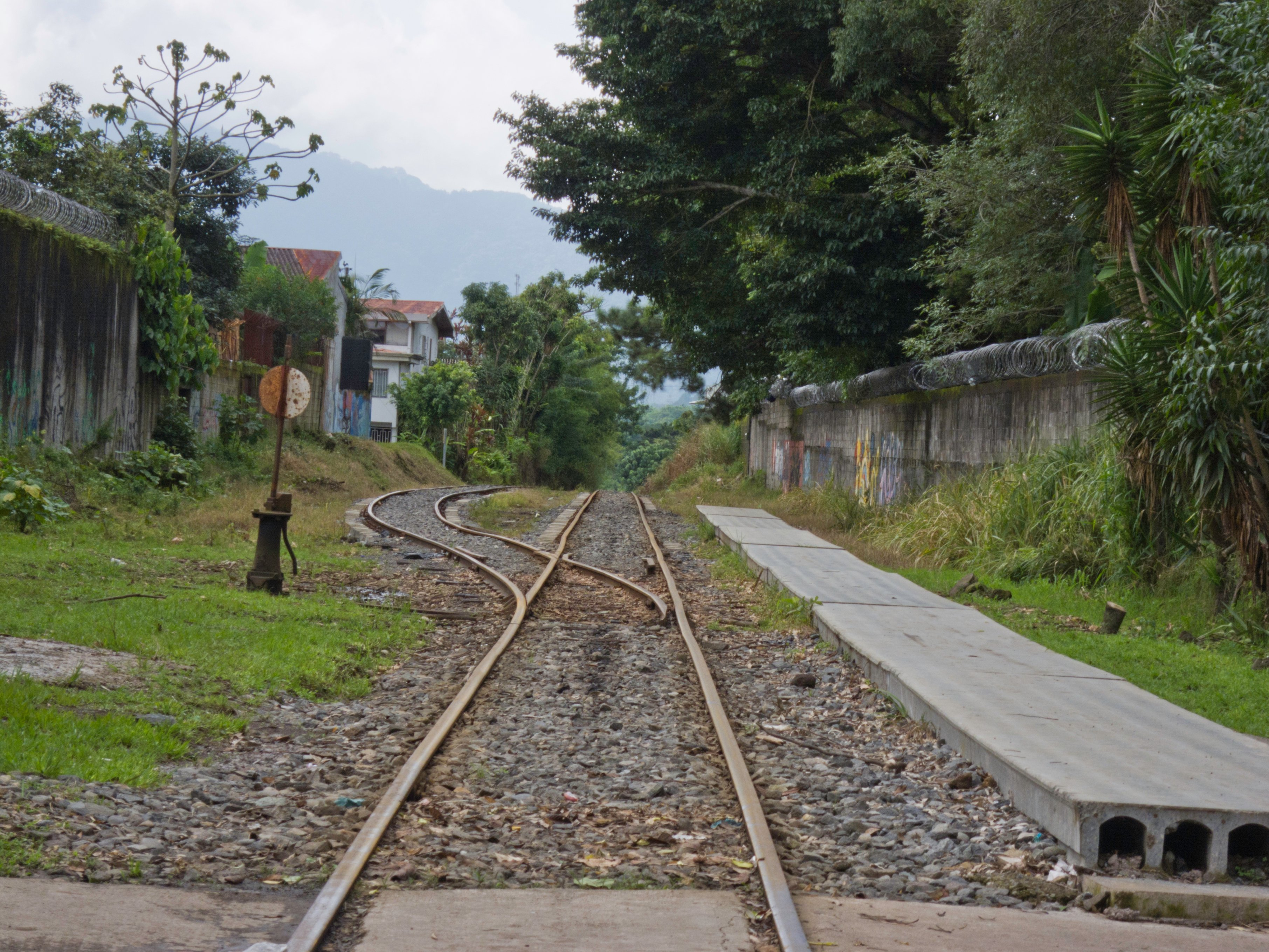
Antigua estación de Curridabat
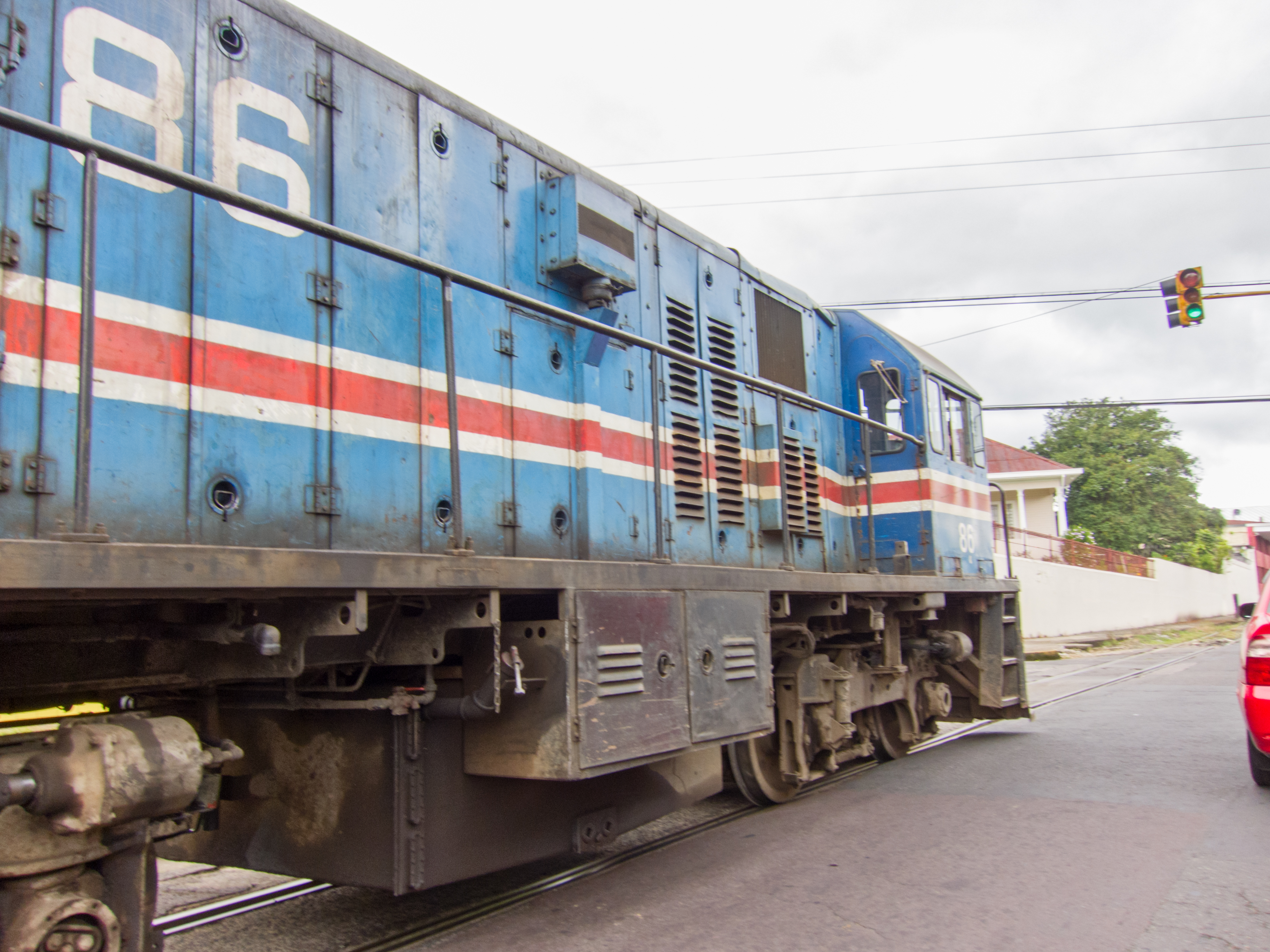
Locomotora General Electric No. 86 de INCOFER
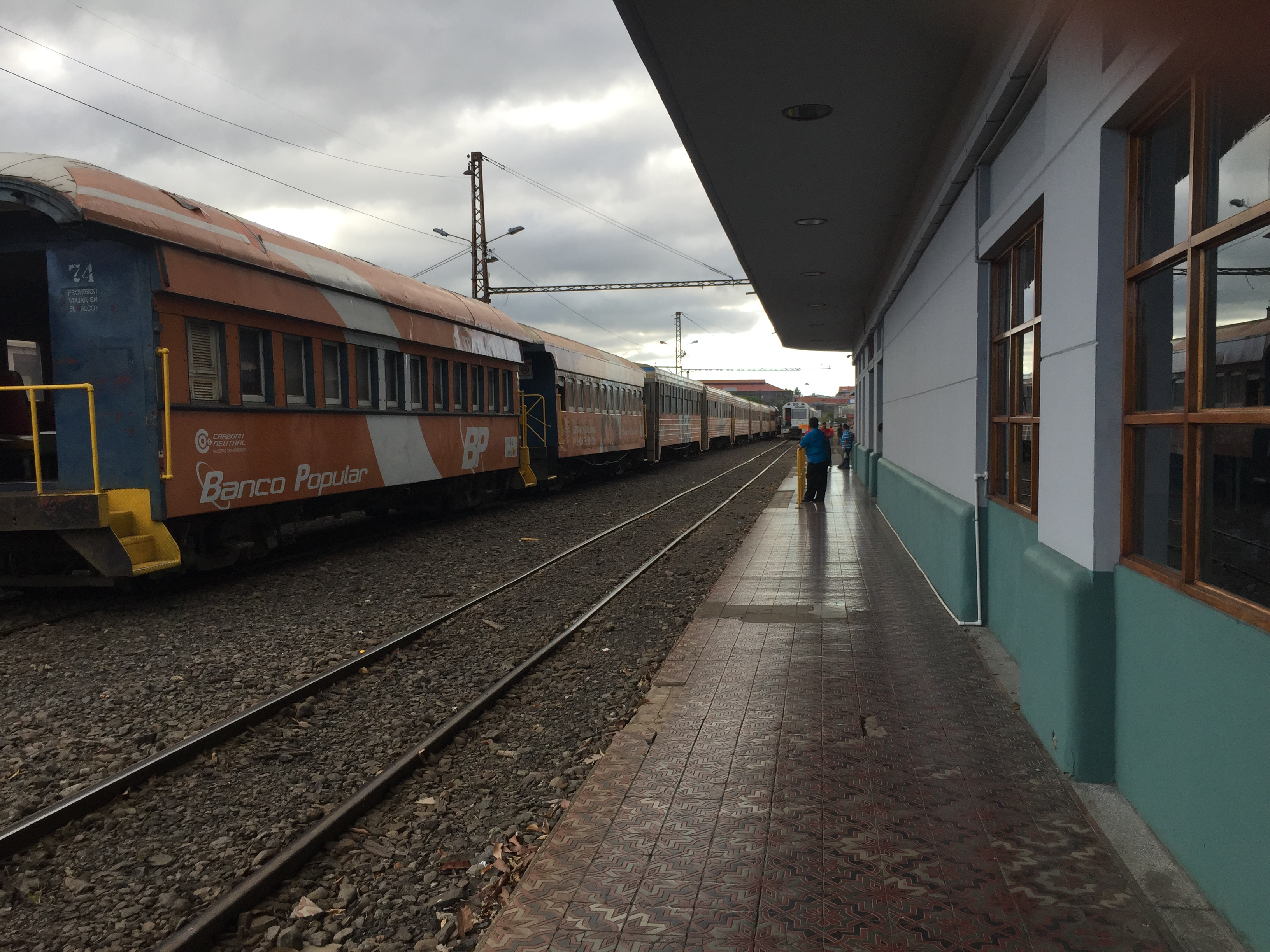
Estación al Pacífico
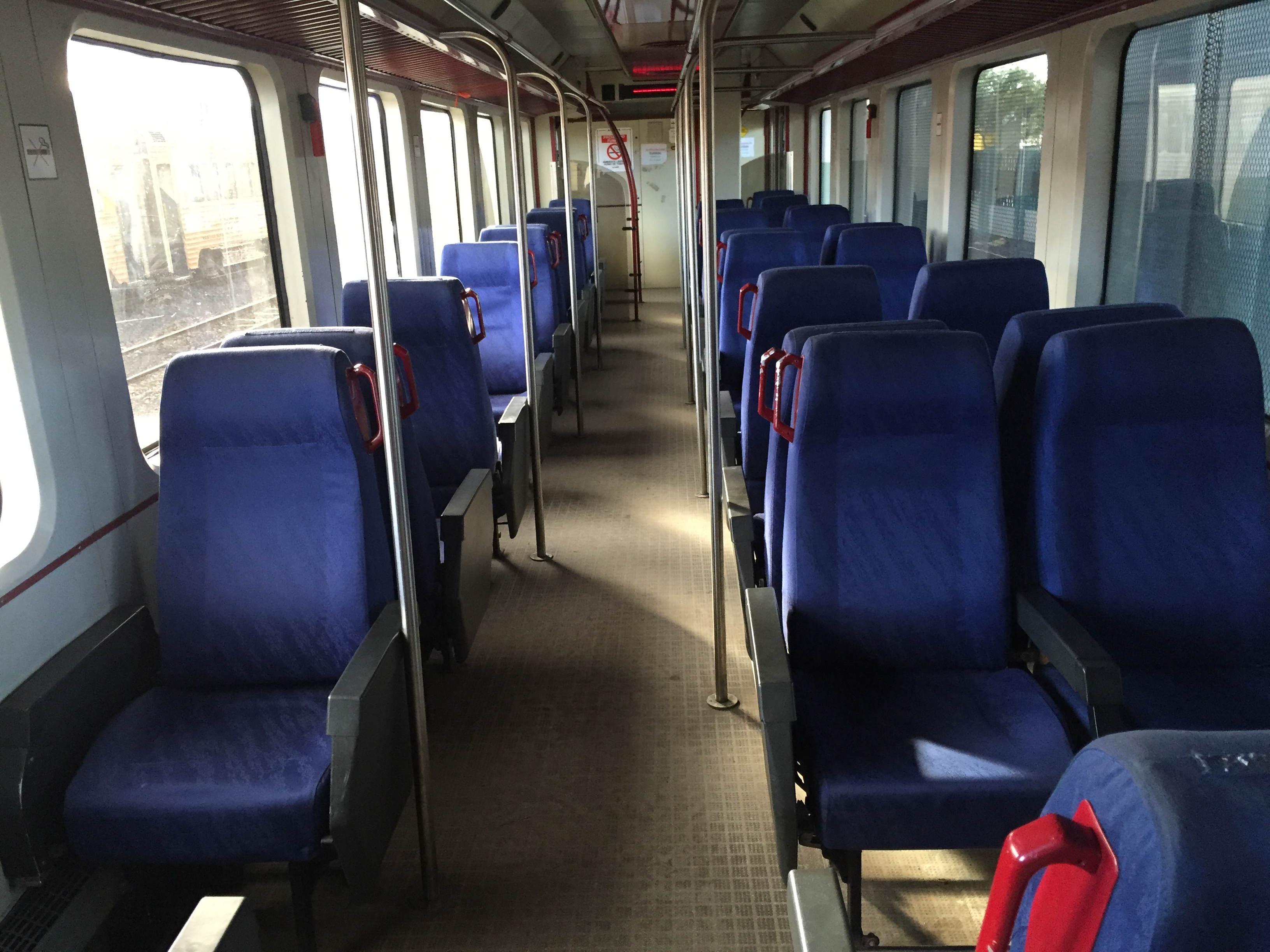
Interior de automotor Serie 2400 de Renfe
Ferrocarril en Puntarenas
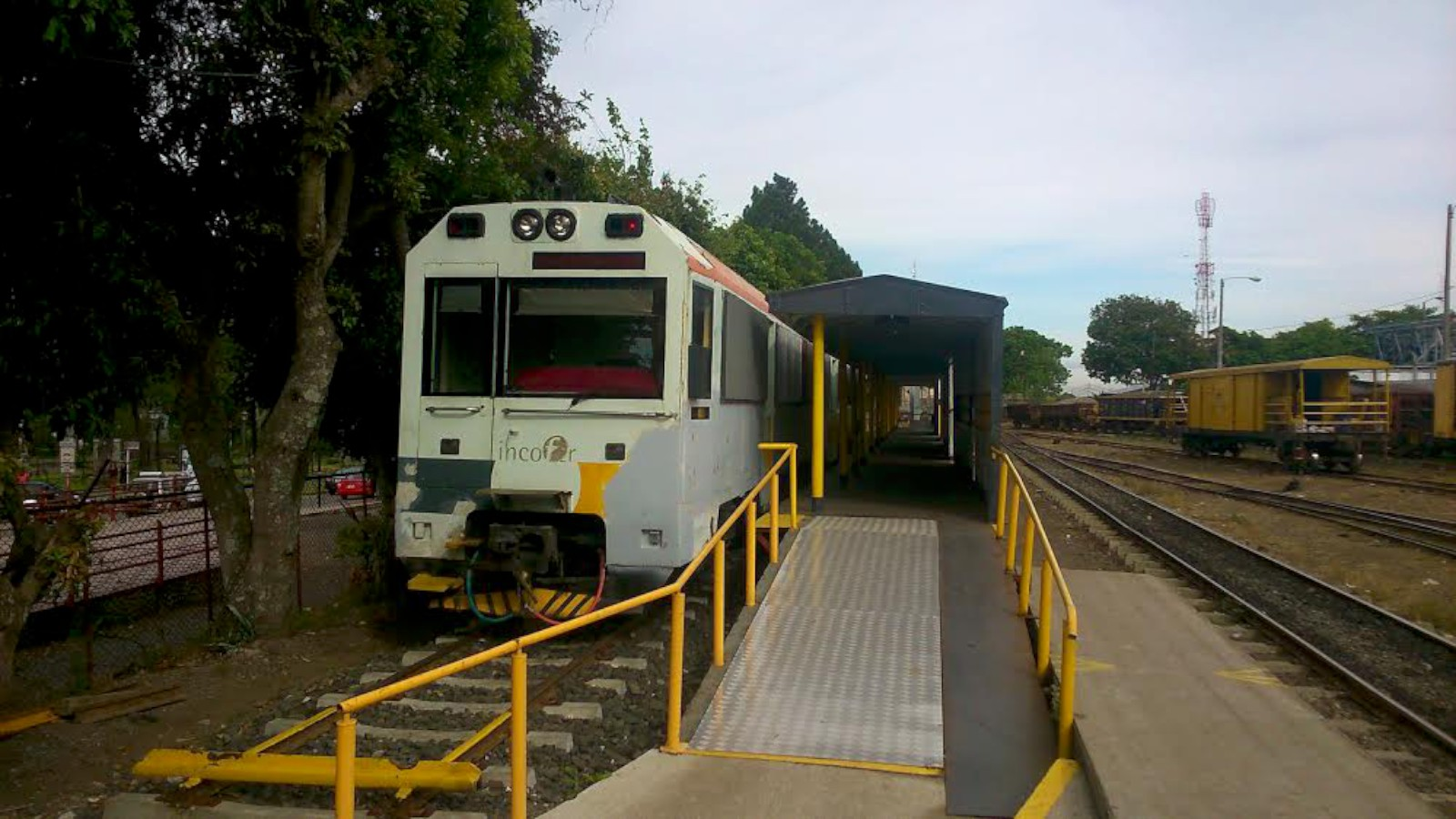
Tren de Serie 2400 «Apolo» en la Estación al Atlántico
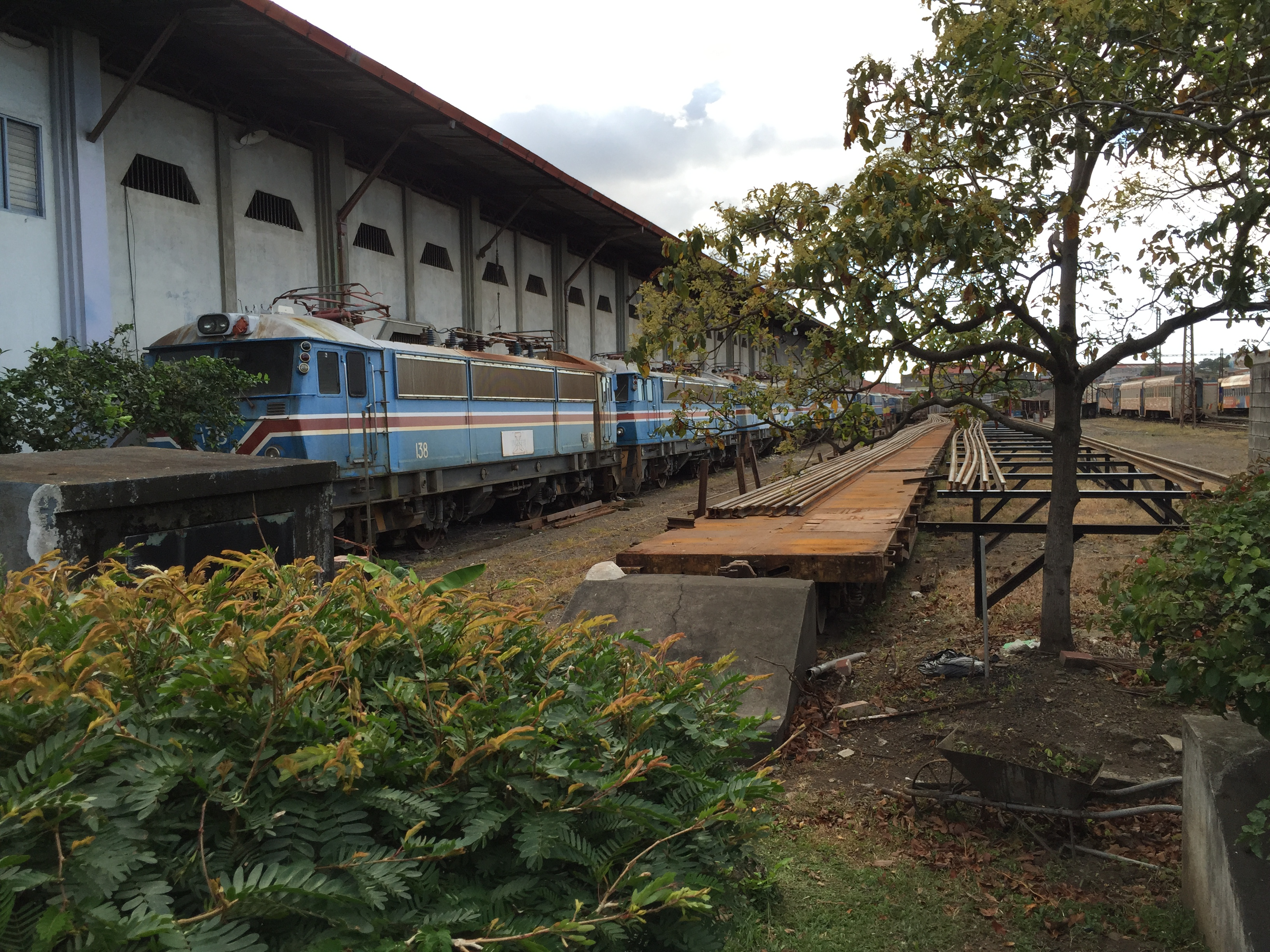
Locomotoras Alsthom 50 ciclos 1981(eléctricas)